# Henry A. du Pont
Pour les autres membres de la famille, voir Famille Dupont de Nemours.
Henry Algernon du Pont (30 juillet 1838 – 31 décembre 1926), connu sous le nom de « Colonel Henry », est un soldat américain, homme d'affaires, et homme politique de Winterthur, à Greenville, dans le comté de New Castle, Delaware. Il sort diplômé de West Point, et participe à la guerre de Sécession et sert pendant encore dix années après la fin de la guerre.
Comme homme d'affaires, il est le président de The Wilimington & Northern Railroad Company pendant 20 ans. Représentant du Parti républicain, il est élu sénateur du Delaware, pendant 2 mandats (13 juin 1906 au 4 mars 1917).

## Jeunesse
Du Pont est né le 30 juillet 1838 à Eleutherian Mills, à Greenville, Delaware, il est le fils du général Henry et de Louisa Gerhard du Pont et petit-fils d'Eleuthère Irénée du Pont, fondateur E. I. du Pont de Nemours.
Il fait ses études l'université de Pennsylvanie à Philadelphie, et sort major de l'Académie militaire de West Point à New York en 1861, avant le début de la guerre de Sécession.

## Décès
Henry A. du Pont décède à son domicile, Winterthur, et est enterré au Du Pont de Nemours Cemetery de Greenville, Delaware.